# UnterWortverdacht
UnterWortverdacht (UWVD) ist eine deutschsprachige Rap-Band, bestehend aus Bayz Benzon, Boots Boro, Maz Barak und Cassatlantis (Ca$$).

## Bandgeschichte
Die Frankfurter Rap-Formation besteht seit 1997 und war bis zum Jahre 2001 hauptsächlich mit Live-Auftritten aktiv. Seit dem Jahr 2001 veröffentlichten UnterWortverdacht im Internet und auf diversen Rap-Compilations mehrere Titel. Darunter befand sich auch die FFMCs Reihe, auf deren Compilations die Band gleich mehrfach auftauchte.
Ende 2004 wurde die EP Dreckiger Sex zum kostenlosen Download im Internet veröffentlicht, da man die Titel für das in Produktion befindliche Album nicht mehr verwenden wollte.
Seit Anfang 2006 ist die Band beim Frankfurter Label 3p unter Vertrag.
Am 31. März 2006 folgte dann über 3p das Debütalbum mit dem Titel Aufstand der Aufrechten.
Bayz Benzon moderierte vom 10. August 2004 bis 10. August 2008 gemeinsam mit Moses Pelham die Radioshow Nachtschicht.

## Diskographie

### Alben
- 2006 – Aufstand der Aufrechten

### Singles
- 2004 – Wanxtaville (kostenloser Download im Internet)
- 2004 – Dreckiger Sex EP (kostenloser Download im Internet)
- 2006 – Der Schein trügt – Teil 1 & 2
- 2006 – Aufstand der Aufrechten feat. Moses Pelham
- 2006 – Himmelgrau